# تعدیل‌کننده گیرنده
تعدیل کننده گیرنده (به انگلیسی: receptor modulator) یا لیگاند گیرنده (به انگلیسی: receptor ligand) یک اصطلاح عمومی برای ماده ای درون زا یا برون زا است که به گیرنده‌های شیمیایی متصل شده و آنها را تنظیم می‌کند. این مواد لیگاندهایی هستند که می‌توانند در قسمت‌های مختلف گیرنده‌ها اثر گذاشته و فعالیت‌های آن را در جهت مثبت، منفی یا خنثی با درجات مختلف کارایی تنظیم کنند. دسته‌بندی این تعدیل‌کننده‌ها شامل آگونیست‌های گیرنده و آنتاگونیست‌های گیرنده و همچنین آگونیست‌های جزئی گیرنده، آگونیست‌های معکوس، تعدیل‌کننده ارتوستریک و تعدیل‌کننده آلوستریک است. نمونه‌هایی از تعدیل‌کننده گیرنده در طب نوین شامل تعدیل‌کننده CFTR، تعدیل‌کننده گیرنده آندروژن انتخابی (SARMs) و تعدیل‌کننده‌های گیرنده ACh موسکارینی هستند.